# Национальный совет молодёжи Армении
Национальный совет молодёжи Армении (арм. Հայաստանի երիտասարդության ազգային խորհուրդ) — одна из крупнейших молодёжных организаций Армении, объединяющая десятки студенческих и молодёжных структур страны. Организация была основана в 1997 году, её штаб-квартира находится в Ереване.

## История
Национальный совет молодёжи Армении был создан 12 декабря 1997 года как зонтичная организация для 70 студенческих и молодёжных структур по всей Армении. Заявленная цель — защита и отстаивание прав молодёжи по всей Армении. Организация планирует конференции, мероприятия, дебаты, презентации и семинары по всей стране.
В 2002 году Совет стал полноправным членом Европейского молодежного форума и принимает участие во всех программах и собраниях организации. Организация тесно сотрудничает с другими молодежными организациями Армении, такими как AEGEE Ереван. В 2015 году члены Совета приняли участие в конференции «Армения Модель ЕС 2015», организованной AEGEE Yerevan при финансовой поддержке Делегации ЕС в Армении.

## Деятельность
В 2013 году Совет провёл конференцию, посвященную развитию политических и экономических отношений между Арменией и Европейским Союзом и роли армянской молодежи в процессе европейской интеграции Армении.
В октябре 2015 года лидеры молодёжных организаций государств-участников СНГ собрались в Москве, чтобы обсудить вопросы расширения сотрудничества.
В ноябре 2015 года делегаты Совета приняли участие в заседании Молодёжного регионального союза Восточного партнёрства в Киеве.
В апреле 2016 года члены организации приняли участие в заседании Совета Европейского молодёжного форума в Брюсселе. В рамках встречи представители Национального совета выступили с речью, призвав поддержать самоопределение Арцаха.
12 сентября 2016 года Совет принял участие в конференции Восточного партнёрства по Черноморскому региональному сотрудничеству в Тбилиси. Участники обсудили возможности регионального сотрудничества и решения проблем, с которыми сталкивается молодёжь всего Черноморского региона. На мероприятии также обсуждались варианты сближения государств Восточного партнерства с Европейским союзом.